# NGC 4565
NGC 4565 је спирална галаксија у сазвежђу Береникина коса која се налази на NGC листи објеката дубоког неба.
Деклинација објекта је + 25° 59' 16" а ректасцензија 12h 36m 20,5s. Привидна величина (магнитуда) објекта NGC 4565 износи 9,5 а фотографска магнитуда 10,3. Налази се на удаљености од 13,265 милиона парсека од Сунца. NGC 4565 је још познат и под ознакама UGC 7772, MCG 4-30-6, CGCG 129-10, FGC 1471, KUG 1233+262, PGC 42038.